# Heliocopris neptunoides
Heliocopris neptunoides är en skalbaggsart som beskrevs av Emile Janssens 1939. Heliocopris neptunoides ingår i släktet Heliocopris och familjen bladhorningar. Inga underarter finns listade i Catalogue of Life.